# Saturnino (musicista)
Saturnino Celani, conosciuto semplicemente come Saturnino (Ascoli Piceno, 26 ottobre 1969), è un bassista, compositore, produttore discografico e polistrumentista italiano.
Nei suoi album si trovano diversi generi musicali, in cui sono percepibili le influenze classiche derivate dagli studi di violino in gioventù, ma anche di rock, jazz, hip hop e funk.

## Biografia
Fin dall'infanzia si dedica allo studio del violino, prima di scoprire il basso elettrico all'età di 14 anni. Entra a far parte di alcune band locali esplorando diversi generi musicali. Nel 1985 entra nel gruppo hardcore punk Dictatrista. Il gruppo si scioglierà l'anno successivo..

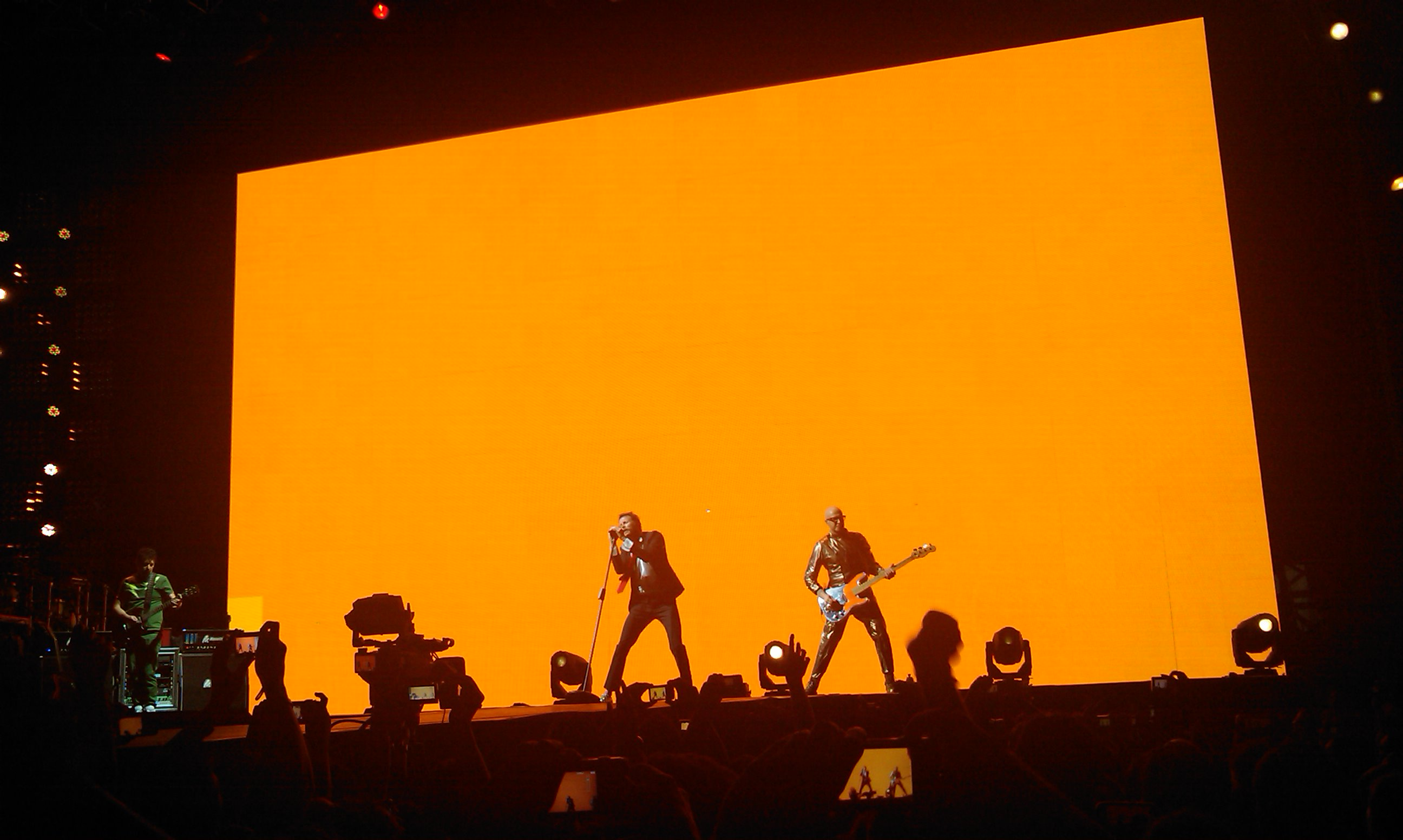
Saturnino in concerto con Jovanotti

Dal 1991 è il bassista di Jovanotti, conosciuto in uno studio di registrazione a Milano, con cui ha scritto molti brani, tra i quali: Coraggio, Bruto, Benvenuti nella giungla, Ragazzo fortunato, Io no, Serenata Rap, Attaccami la spina, Soleluna, Per te, Salvami, Penso positivo, L'ombelico del mondo, Mezzogiorno, Safari, Il più grande spettacolo dopo il Big Bang, Sabato, Gli immortali, Baciami ancora, colonna sonora dell'omonimo film di Gabriele Muccino vincitrice del David di Donatello come miglior canzone originale, e molti altri. Ha suonato il giro di basso anche nella sigla del programma per bambini di Rai 1 Solletico, interpretata dal conduttore televisivo Mauro Serio con il Coro dei Piccoli Cantori di Milano.
Nel 1995 esordisce come solista pubblicando l'album Testa di basso, nel quale suona, oltre al basso, chitarra e batteria. Negli anni successivi pubblica altri due album solisti, Zelig e Clima, e un album dal vivo, SaTournino. Nel 1997 ha prodotto per l'etichetta Soleluna l'opera prima di Giovanni Allevi 13 dita. Nel 1998, inoltre, ha partecipato come attore al "film" degli 883, Jolly Blu, in veste del talent scout che scopre Max Pezzali. Nello stesso film ha partecipato anche Jovanotti nel ruolo del presidente della casa discografica. Nel 1999 ha collaborato alla realizzazione del brano Il mio nome è mai più, con Jovanotti, Ligabue e Piero Pelù.
Nel corso degli anni ha collaborato con numerosi artisti, tra i quali Franco Battiato, suonando nel suo album L'imboscata, Mietta, per l'album sperimentale e innovativo Daniela è felice, e poi per Gigi Cifarelli, Michael "Patches" Stewart, Pino Daniele, Luca Carboni, 883, Gatto Panceri, Fiorello, Max Pezzali, Zero Assoluto, Pippo Pollina, Stylophonic, Roy Paci & Aretuska. Nel 2004 realizza un tour intitolato "Bass to the bones", con i musicisti Riccardo Onori, chitarrista con lui nella band di Jovanotti, DJ Aladyn e Riccardo Speca.
Nel 2010 collabora con il gruppo rock Bud Spencer Blues Explosion e con il cantante e dj Alessio Bertallot alla registrazione in studio a Milano della cover degli LCD Soundsystem Daft Punk Is Playing at my House. Nel 2013 conduce su LA7 il programma televisivo Guerrieri. Nel 2015 viene pubblicata la sua prima autobiografia, curata da Massimo Poggini e intitolata Testa di basso, come il suo primo album da solista. Nello stesso anno scrive insieme ad Emis Killa una canzone dedicata alla squadra di calcio del Milan, intitolata #Rossoneri.

## Stile ed influenze
Lo stile di Saturnino è caratterizzato dalla fusione e dalla sperimentazione di diversi generi musicali, come il funk, il jazz e il rock. Riesce ad alternare con abilità le dita e il plettro, preferendo, comunque, più quest'ultimo nella seconda parte della carriera. Tra i suoi principali ispiratori troviamo Jaco Pastorius, Flea, Sting, Bootsy Collins, Bernard Edwards, James Jamerson, Pino Palladino, Mark King, Adam Clayton, Peter Hook, Paul Simonon e John Taylor.

## Strumenti
Saturnino, all'inizio della sua carriera con Jovanotti e da solista, ha utilizzato soprattutto un Ken Smith a sei corde e un Sadowsky a cinque corde. Dal 1998 collabora con la Noah Guitars, azienda di Lambrate produttrice di strumenti musicali in alluminio aeronautico, che ha realizzato per lui il Noah Excalibur a quattro corde, seguito dal Noah Paraffina nel 2013, sempre a quattro corde, che tuttora utilizza come basso principale sia in studio che live. Quest'ultimo basso, in particolare, possiede lo stesso design, ideato da Lorenzo Palmeri, di una chitarra realizzata anni prima dalla Noah per Lou Reed. Nel 2015 si aggiunge alla sua collezione un basso Noah disegnato dall'architetto Fabio Novembre e ispirato al suo logo. Tra gli altri bassi di Saturnino troviamo un Fender Precision Pino Palladino, un Gibson SG Pink corallo e un Eko a forma di cuore realizzato per essere suonato nel tour di Jovanotti del 2013 durante Il Più grande spettacolo dopo il Big Bang.

## Discografia

### Con Jovanotti
Album in studio
- 1991 - Una tribù che balla
- 1992 - Lorenzo 1992
- 1994 - Lorenzo 1994
- 1997 - Lorenzo 1997 - L'albero
- 1999 - Lorenzo 1999 - Capo Horn
- 2002 - Lorenzo 2002 - Il quinto mondo
- 2005 - Buon sangue
- 2008 - Safari
- 2011 - Ora
- 2015 - Lorenzo 2015 CC.
- 2017 - Oh, vita!

Album di remix
- 2006 - ElectroJova - Buon sangue dopato

Raccolte
- 1995 - Lorenzo 1990-1995
- 2001 - Pasaporte - Lo mejor de
- 2012 - Italia 1988-2012
- 2012 - Backup - Lorenzo 1987-2012

Album dal vivo
- 2000 - Lorenzo live - Autobiografia di una festa
- 2004 - Jova Live 2002
- 2009 - OYEAH
- 2012 - Lorenzo in concerto per Jovanotti e Orchestra
- 2013 - Lorenzo negli stadi - Backup Tour 2013
- 2015 - Lorenzo negli stadi Live 2184

### Con gli 883
- 1995 - La donna il sogno & il grande incubo
- 1997 - La dura legge del gol!
- 2001 - Uno in più

### Con Franco Battiato
- 1996 - L'imboscata
- 2004 - Dieci stratagemmi

### Con altri artisti
- 1991 - Cavoli amari di Gatto Panceri
- 1995 - Daniela è felice di Mietta
- 1995 - Finalmente tu di Fiorello
- 2008 - Cammina nel sole di Gianluca Grignani
- 2015 - Astronave Max di Max Pezzali
- 2017 - Il codice della bellezza di Samuel
- 2023 - Evviva! di Gianni Morandi

### Da solista
Album in studio
- 1995 - Testa di basso
- 1996 - Zelig
- 2000 - Clima
- 2021 - Satelliti

Album dal vivo
- 1997 - SaTOURnino

## Filmografia
- 1997  - L'Albero - Il Film
- 1998 - Jolly Blu